# Carole Péon
Carole Péon (Niza, 4 de noviembre de 1978) es una deportista francesa que compitió en triatlón. Ganó dos medallas de plata en el Campeonato Mundial de Triatlón por Relevos Mixtos, en los años 2010 y 2012, y una medalla de plata en el Campeonato Europeo de Triatlón de 2010.
Es lesbiana y en 2005 comenzó una relación sentimental con su compañera de equipo Jessica Harrison.

## Palmarés internacional
| Campeonato Mundial por Relevos Mixtos | Campeonato Mundial por Relevos Mixtos | Campeonato Mundial por Relevos Mixtos | Campeonato Mundial por Relevos Mixtos |
| Año                                   | Lugar                                 | Medalla                               | Prueba                                |
| ------------------------------------- | ------------------------------------- | ------------------------------------- | ------------------------------------- |
| 2010                                  | Lausana (Suiza)                       | Medalla de plata                      | Relevo mixto                          |
| 2012                                  | Estocolmo (Suecia)                    | Medalla de plata                      | Relevo mixto                          |
| Campeonato Europeo                    |                                       |                                       |                                       |
| Año                                   | Lugar                                 | Medalla                               | Prueba                                |
| 2010                                  | Athlone (Irlanda)                     | Medalla de plata                      | Individual                            |